# Vosoritid
Vosoritid ist ein Peptid aus 39 Aminosäuren, das als Arzneistoff zur Behandlung des angeborenen Kleinwuchses (Achondroplasie) verwendet wird. Unter dem Namen Voxzogo (BioMarin) wurde es im August 2021 in der EU, im November 2021 in den USA zugelassen.
Vosoritid ist eine modifizierte Version des natürlich vorkommenden natriuretischen Peptids vom C-Typ (CNP). Es wird subkutan verabreicht.

## Eigenschaften
Vosoritid ist ein verkürztes, modifiziertes Analogon des nativen menschlichen natriuretischen Peptids vom C-Typ (CNP). Es wird rekombinant mit Kulturen gentechnisch veränderter Escherichia coli (E. coli) hergestellt. Das aus 39 Aminosäuren bestehende Peptid enthält die 37 carboxyterminalen Aminosäuren der humanen CNP53-Sequenz plus zwei zusätzliche Aminosäuren (Pro-Gly) am Amino-Terminus.
Die Aminosäurensequenz ist:
PGQEHPNARK YKGANKKGLS KGCFGLKLDR IGSMSGLGC
Zwei Cysteinreste in den Positionen 23 und 39 (unterstrichen) bilden eine Disulfidbrücke, wodurch ein zyklisches Peptid entsteht. Die zusätzlichen Aminosäuren (grün) führen zu einer Beständigkeit gegenüber dem Abbau durch die neutrale Endopeptidase (NEP) und in der Folge zu einer im Vergleich zum endogenen CNP rund zehnfach längeren Halbwertszeit.

## Pharmakologische Wirkung

### Hintergrund

FGFR3- und CNP/Vosoritid-Signalwege in Chondrozyten
A: Der konstitutiv aktivierte FGFR3 beeinträchtigt (rote Pfeile) die Proliferation und Differenzierung der Chondrozyten sowie die Synthese der Knochenmatrix.
B: Vosoritid hemmt durch Bindung an den natriuretischen Peptidrezeptor B (NPR-B) die nachgeschaltete FGFR3-Signalübertragung auf der Ebene der RAF-1-Serin/Threonin-Proteinkinase und induziert (grüne Pfeile) die Proliferation und Differenzierung von Chondrozyten.

Ein wesentlicher Prozess bei der fetalen Knochenbildung und dem Längenwachstum der langen Knochen ist die von Knorpelgewebe ausgehende endochondrale Knochengewebsbildung (Ossifikation, Verknöcherung). Sie erfolgt in der Umbauzone (Wachstumsfuge, Epiphysenfuge) zwischen den Knochenenden (Epiphysen) und dem Knochenschaft (Diaphyse) und dauert bis zum Abschluss des Längenwachstums (16.–23. Lebensjahr) an.
Die Achondroplasie entsteht durch die Beeinträchtigung der endochondralen Ossifikation aufgrund einer gain-of-function-Mutation im Gen für den Fibroblasten-Wachstumsfaktor-Rezeptor 3 (FGFR3). FGFR3 ist eine Rezeptor-Tyrosinkinase, die an verschiedene Fibroblasten-Wachstumsfaktoren bindet und im Zuge der ausgelösten Signalkaskade die Proliferation und Differenzierung von Knorpelzellen (Chondrozyten) hemmt. Durch die Mutation wird FGFR3 übermäßig aktiv.

### Wirkungsmechanismus
Vosoritid bindet – wie sein natürliches Vorbild CNP – an den Rezeptor B für natriuretische Peptide (NPR-B) und hemmt die extrazellulären signalregulierten Kinasen 1 und 2 im MAP-Kinase-Signalweg (MAPK) auf der Ebene des Serin/Threonin-Kinase rapidly-accelerated-fibrosarcoma (RAF-1). Der nachgeschaltete FGFR3-Signalweg wird unterdrückt und infolgedessen die Proliferation und Differenzierung der Chondrozyten gefördert. Es kommt zu einer Zunahme des Längenwachstums.
Die Plasmahalbwertszeit liegt im Mittel bei 27,9 Minuten und ist länger als die des natürlichen CNPs.

## Therapeutische Verwendung
In der EU umfasst das zugelassene Anwendungsgebiet die Behandlung von Achondroplasie bei Patienten ab 4 Monaten, bei denen die Epiphysen noch nicht geschlossen sind. Die Diagnose Achondroplasie sollte durch entsprechende Gentests bestätigt werden. Die Erstzulassung in der EU zur Behandlung von Patienten ab 2 Jahren erfolgte am 26. August 2021 und die Erweiterung der Zulassung auf jüngere Patienten ab 4 Monaten erfolgte am 14. September 2023.
In den USA wurde Vosoritid im November 2021 zur Förderung des Längenwachstums bei Kindern ab 5 Jahren mit Achondroplasie und mit noch offenen Epiphysen zugelassen.
Als häufigste Nebenwirkungen bei Vosoritid wurden Reaktionen an der Injektionsstelle,
Erbrechen und ein verminderter Blutdruck (Hypotonie) beobachtet.

### Klinische Prüfung und Nutzenbewertung
Die Zulassung von Vosoritid zur Behandlung von Patienten ab 2 Jahren erfolgte in der EU auf Grundlage mehrerer klinischer Studien einschließlich zweier randomisierter placebo-kontrollierter Studien: Die Phase-II-Studie 111-206 untersuchte die Behandlung bei Patienten von 0 bis < 5 Jahren und die Phase-III-Studie 111-301 bei Patienten von 5 bis < 18 Jahren (wobei die ältesten Teilnehmer 15 Jahre alt waren). Zu Patienten unter 2 Jahren lagen zum Zeitpunkt der Erstzulassung nur wenige Daten vor, weshalb diese nur für Patienten ab 2 Jahren galt.
Im Jahr 2023 erfolgte die „frühe Nutzenbewertung“ von Vosoritid durch das Institut für Qualität und Wirtschaftlichkeit im Gesundheitswesen (IQWiG). Auf Grundlage der beiden randomisierten Studien 111-206 und 111-301 wurde für Patienten ab 2 Jahren gegenüber einer rein unterstützenden Behandlung ein Hinweis auf einen Zusatznutzen festgestellt, dessen Ausmaß sich jedoch nicht näher bestimmen (quantifizieren) ließ. Das IQWiG begründete dies damit, dass die mit Vosoritid behandelten Kinder stärker wuchsen, dass aber noch unklar sei, welche Körpergröße sie letztendlich erreichen und ob sich durch die Behandlung mit Vosoritid auch die Folgekomplikationen der Erkrankung verhindern lassen.
Innerhalb der Behandlungsdauer von 52 Wochen im Rahmen der beiden Studien wuchsen die jüngeren Kinder (2 bis < 5 Jahre) unter Vosoritid durchschnittlich um 6,4 cm und unter Placebo um 5,4 cm; die älteren Kinder (ab 5 Jahren) wuchsen unter Vosoritid durchschnittlich um 5,9 cm und unter Placebo um 4,3 cm.

## Handelsnamen
Voxzogo (EU, USA)